# Merpati-Nusantara-Airlines-Flug 8968
Auf dem Merpati-Nusantara-Flug 8968 (Flugnummer IATA: MZ8968, ICAO: MNA8968, Funkrufzeichen: MERPATI 8968), einem Regionalflug innerhalb der Provinz West-Papua von Sorong nach Biak mit Zwischenstopps in Kaimana und Nabire verunglückte am 7. Mai 2011 eine Xian MA60 der staatlichen indonesischen Fluggesellschaft Merpati Nusantara Airlines kurz vor der Landung auf dem Flughafen Utarom in Kaimana. Bei dem Unfall kamen alle 25 Personen an Bord ums Leben. Es handelte sich um den ersten und mit Stand Mai 2022 bislang einzigen tödlichen Zwischenfall mit einer Maschine des Typs Xian MA60.

## Flugzeug
Die Maschine war eine 2007 gebaute Xian MA60 aus chinesischer Produktion. Die Maschine mit der Werknummer 0603 wurde am 3. Dezember 2010 mit dem Luftfahrzeugkennzeichen PK-MZK auf die Merpati Nusantara Airlines zugelassen. Das zweimotorige Regionalverkehrsflugzeug war mit zwei Turboproptriebwerken vom Typ Pratt & Whitney Canada PW127J ausgestattet. Bis zum Unfall hatte die Maschine 615 Betriebsstunden absolviert, die auf 764 Starts und Landungen (=Flugzyklen) entfielen.

## Passagiere und Besatzung
Den Flug auf dem ersten Flugabschnitt hatten 21 Passagiere angetreten, darunter 18 Erwachsene, zwei Kinder und ein Säugling. Es befand sich eine vierköpfige Besatzung an Bord, bestehend aus einem Flugkapitän, einem Ersten Offizier und zwei Flugbegleitern. Zwei weitere Flugingenieure, die sich an Bord befanden, waren als Passagiere gelistet.
- Flugkapitän war der 55-jährige Purwandi Wahyu, der 1977 zu Merpati Nusantara Airlines kam und zunächst als Erster Offizier an Bord der de Havilland Canada DHC-6 eingesetzt wurde. Er verfügte über 24.470 Stunden Flugerfahrung, wovon er jedoch nur 199 Flugstunden im Cockpit der Xian MA60 absolviert hatte. Einen Großteil seiner Flugerfahrung hatte er dagegen in Maschinen von Fokker absolviert, insbesondere in der Fokker 100, mit der er 6.982 Stunden Flugerfahrung vorweisen konnte.
- Erster Offizier war der 36-jährige Paul Nap, welcher im Jahr 2007 zu Merpati Nusantara Airlines gekommen war. Nap verfügte über 370 Stunden Flugerfahrung, wovon 234 Stunden auf die Xian MA60 entfielen. Nap war auf diesem Flug der Pilot Flying, während Wahyu der Pilot Monitoring war.

## Unfallhergang

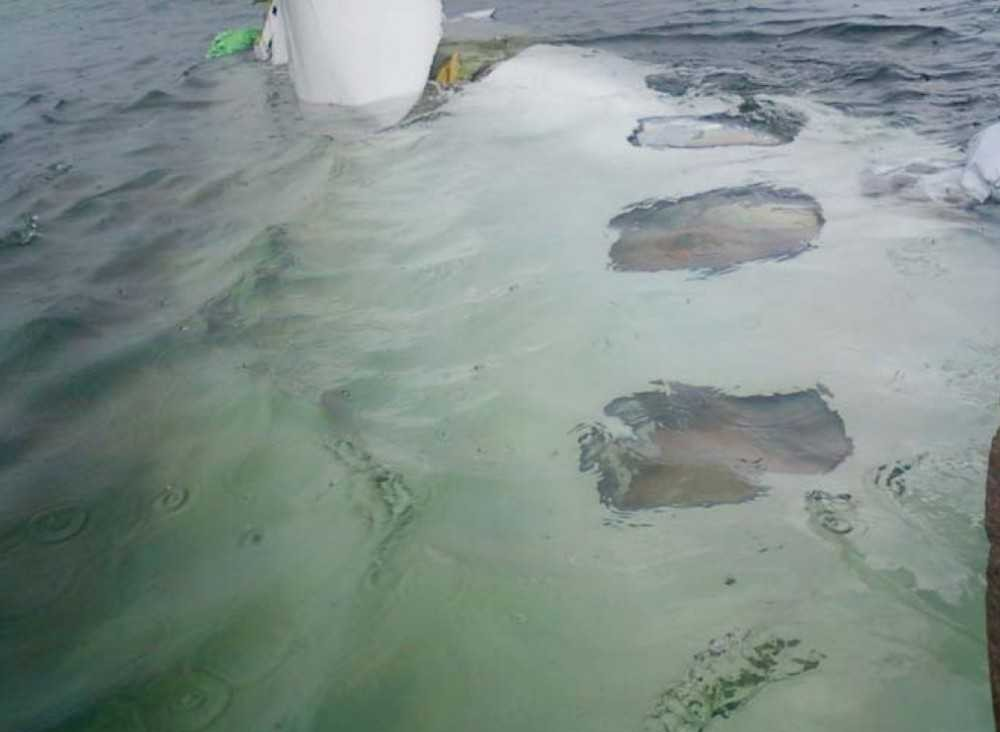
Ein Wrackteil des Rumpfes bei seiner Bergung aus dem Meer

Die Piloten, die an diesem Tag bereits auf drei weiteren Passagierflügen in Papua und West-Papua eingesetzt worden waren, sollten den Flug im Instrumentenflug und den Anflug auf den Flughafen Utarom im Sichtflug durchführen. Die Maschine hob um 12:50 Uhr in Sorong ab. Die Flugzeit nach Kaimana sollte eine Stunde und vier Minuten betragen. Die Reiseflughöhe befand sich in 15.500 Fuß und der Wetterbericht wies für Kaimana Regen bei Sichtweiten von acht Kilometern aus. Der Himmel war zur Hälfte mit Wolken überzogen, die Wolkendecke befand sich in 1.400 Fuß Höhe. Der Wind wehte aus südöstlicher Richtung mit einer Geschwindigkeit von 5,2 Knoten, die Temperaturen betrugen 29 Grad Celsius. Um 13:20 Uhr nahmen die Piloten Kontakt mit der Flugsicherung in Kaimana auf und gaben als voraussichtliche Ankunftszeit 13:54 Uhr an. Um 13:25 Uhr erhielt die Besatzung einen aktualisierten Wetterbericht, der eine sich auf drei bis acht Kilometer verschlechterte Sicht und Cumulonimbuswolken in 1.500 Fuß Höhe auswies. Zu dieser Zeit – die Maschine befand sich 62 Meilen westlich von Kaimana – leiteten die Piloten den Sinkflug für die Landung ein. Um 13:30 Uhr teilte der Lotse in Kaimana den Piloten mit, dass sich das Wetter verschlechtert habe und am Flughafen schwere Regenfälle herrschten. Um 13:37 Uhr meldeten die Piloten, dass sie sich noch sieben nautische Meilen vom Flughafen im Sinkflug in 8.000 Fuß Höhe befanden. Fünf Minuten später teilte der Lotse im Fluginformationszentrum von Kaimana den Piloten mit, dass es am Flughafen immer noch regnete und die Sichtweite am Boden zwei Kilometer betrug. In der Absicht, die Landung im Sichtflug durchzuführen, flogen die Piloten den Flughafen aus südlicher Richtung an. In einer Höhe von 960 Fuß deaktivierten sie den Autopiloten. In einer Höhe von 376 Fuß entschieden sie, einen Fehlanflug durchzuführen und ließen die Maschine nach links abdrehen. Der Triebwerksschub wurde erhöht und die Auftriebshilfen von 15 auf fünf und schließlich auf null Grad verstellt. Das Fahrwerk wurde eingefahren. Die Maschine rollte nach links und erreichte einen Rollwinkel von elf Grad, der sich kontinuierlich auf 38 Grad erhöhte. Die Sinkrate erhöhte sich erheblich auf bis zu 3.000 Fuß pro Minute und die Maschine schlug schließlich mit einer Geschwindigkeit von 158 Knoten 800 Meter südwestlich im flachen Gewässer auf, zerbrach in vier größere Sektionen und versank. Bei dem Aufprall starben alle 25 Insassen.

## Bergung
Nach dem Unfall wurde die staatliche Such- und Rettungsgesellschaft Badan Nasional Pencarian dan Pertolongan entsandt, um nach dem Wrack der Maschine und den Leichen zu suchen. Diese berichtete, dass 15 Körper aus dem Wasser geborgen werden konnten, während die übrigen im Wrack verblieben waren. Aufgrund starker Gezeiten, welche das Wrack um 500 Meter von seiner Ursprungsposition wegtreiben ließen, musste die Suche zeitweise unterbrochen werden. Das Wrack wurde schließlich im flachen Gewässer in sieben bis 15 Metern Tiefe gefunden. Die Wrackteile waren über eine Fläche von 100 auf 200 Metern verstreut. Der Flugdatenschreiber konnte am 8. Mai geborgen werden. Nachdem festgestellt wurde, dass die Daten auf Chinesisch gespeichert waren, wurde der Flugdatenschreiber zur Auswertung in die Volksrepublik China ausgeflogen. Bis zum 11. Mai wurden die Körper aller Insassen geborgen.

## Ursache
Das indonesische National Transportation Safety Committee übernahm nach dem Unfall die Ermittlungen zur Unfallursache. Da es sich bei der verunfallten Maschine um einen chinesischen Flugzeugtyp gehandelt hatte, wurden die Ermittler durch Ermittler der Zivilen Luftfahrtbehörde der Volksrepublik China unterstützt. Die Ermittler stellten fest, dass die Piloten die Maschine während des Anfluges im Sichtflug geflogen hatten, obwohl wetterbedingt schlechte Sicht und damit eindeutig Instrumentenflugbedingungen vorherrschten. Hierbei hätten die Piloten Standardverfahren missachtet und außerdem weder eine Landebesprechung durchgeführt noch die Landechecklisten zu Ende abgearbeitet. Erfolglos hätten die Piloten versucht, die Landebahn zu sichten. Nach der Entscheidung zum Fehlanflug habe der Kapitän abermals die Betriebsvorschriften für ein solches Verfahren missachtet. Zu diesem Zeitpunkt habe sich die Maschine nahe der Meeresoberfläche befunden. Der schnelle Sinkflug sei eine Folge der Kombination eines hohen Rollwinkels, der während des Anfluges Werte von bis zu 38 Grad erreichte sowie nahezu eingefahrener Auftriebshilfen (diese befanden sich zunächst in einer Fünf-Grad- und später in der Nullstellung) gewesen. Als weitere Faktoren hätten das Triebwerksdrehmoment, die Fluggeschwindigkeit sowie die nach unten ausgerichtete Flugzeugnase zu dem Unfall beigetragen.